# Huaico (corrimiento de tierra)

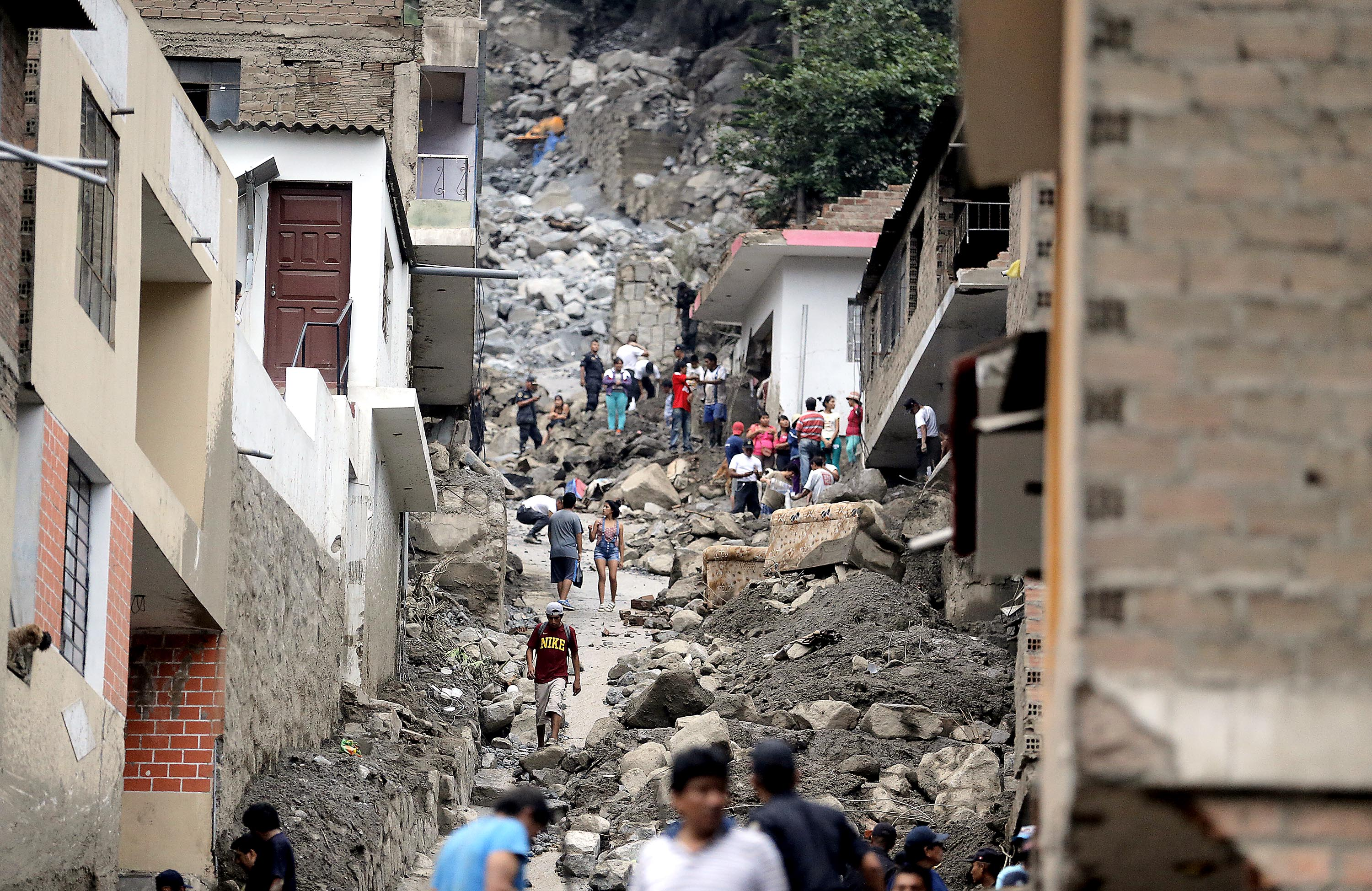
La localidad de Chosica luego de sufrir un corrimiento de tierra en 2013.

Los corrimientos de tierra en el Perú, llamados huaicos o huaycos localmente, existen  con características particulares causados por eventos climatológicos, en especial durante el fenómeno del Niño. Al ser un país con cordilleras, como la de los Andes, el fenómeno produce violentas inundaciones de aluvión producto del desborde de los ríos causando enormes sepultamientos a su paso. Ocurre con mayor intensidad en zonas cercanas a los ríos en temporada de lluvias.
Los términos empleados localmente son huaico (del quechua wayqu 'quebrada')  o lloclla (del quechua: lluqlla ‘aluvión’).

## Uso del término "huaico"
En términos científicos modernos, según el Proyecto Multinacional Andino, un huaico se conoce como flujo de detritos, o flujo de escombros, esto depende de la cantidad de sedimento y bloques que traiga.

## Situación hidrológica
Las zonas afectadas por un huaico son espacios delimitados por una determinada quebrada o río, produciéndose las principales afectaciones en el delta o cono de depósito. Los daños que produce un huaico son por su aumento del caudal hidráulico. Su gran energía desprende gran cantidad de material del terreno, y más el agua de las intensas lluvias que aumenta el caudal del río se forma enormes  avalanchas de barro.
Al igual que las inundaciones, los huaicos se producen durante la temporada de lluvias, entre diciembre y abril. En años de El Niño se incrementa el número y la magnitud de estos torrentes de lodo, debido a las lluvias intensas que caen sobre las cuencas costeñas poniendo en actividad muchas a muchas quebradas y torrenteras, pudiendo en algunos casos represar el río hacia el cual descargan su flujo. 

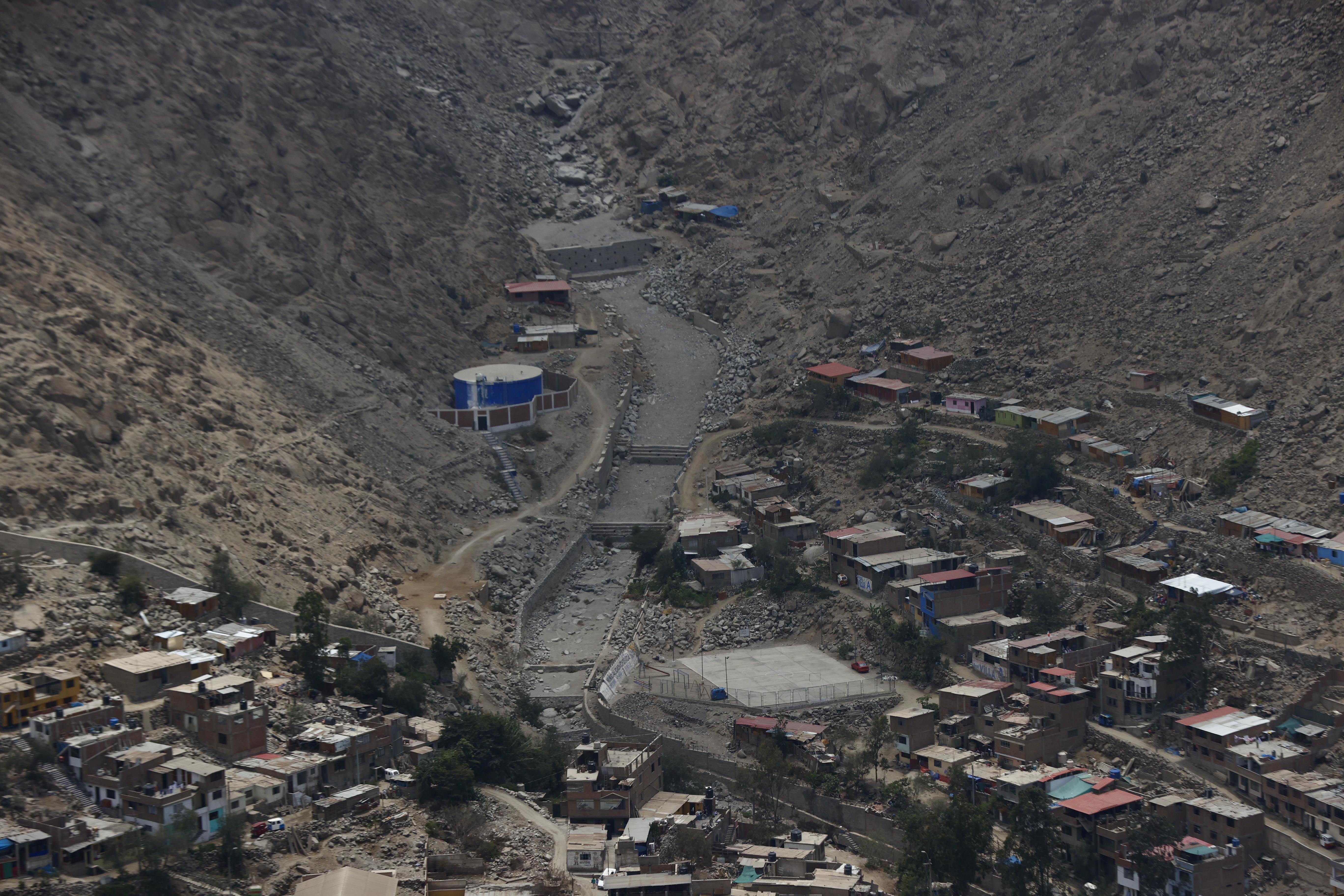
Viviendas ubicadas a orillas de una quebrada en el distrito de Lurigancho-Chosica.

Los huaicos arrasan viviendas y cultivos, destruyen tramos de carreteras y la infraestructura sanitaria. La mala planificación urbana, producto de la informalidad de las viviendas y las invasiones, conlleva a la destrucción de poblados y cortes de suministros de agua o electricidad en zonas aledañas.
De los 150 distritos en riesgo, según un reporte de 2014, las zonas más propensas a huaicos son: 
- Cuenca del río Rímac (Lima) con 12 quebradas conectadas.[8]
- Cuenca del río Chanchamayo (Junín)
- Cuenca del río Mayo (San Martín)
- Zonas de Quincemil, La Convención, Lares y otras microcuencas del río Vilcanota, Urubamba (Cusco)
- Zona urbana de Arequipa.[9]

## Control de desastres
Varios ministerios e instituciones son encargadas de alertar y confirmar incidentes de ese tipo. Desde 2017 el COEN (siglas de Centro de operaciones de Emergencia Nacional), una institución liderada por el Ministerio de Defensa, es la autorizada en hacer oficiales las advertencias. Defensa Civil es la encargada de orientar zonas seguras (de altura), suministrar mochilas de emergencias  y ayudar a ancianos y niños menores.
En 2017 nueve ministros estuvieron repartidos en el país para reportar incidentes de huaicos.

## Corrimientos frecuentes en Perú

### Lima este
La región este de Lima, es la más afectada por los corrimientos anuales, siendo el primero en reportarse en 1909. En 1983 destruyó un club privado. En 1987 el poblado de San Antonio de Pedregal fue devastado. 
Chosica es una de las localidades afectadas. En 2012 se reportaron varios huaicos dejando a la zona urbana arrasada. En 2015 el arrastre dejó 8 fallecidos.

### Selva
Al ser zona arcillosa y de mayor precipitación, los huaicos han ocasionado bloqueos en carreteras. La más afectada es la carretera Federico Basadre, que conecta Pucallpa con otras ciudades.

### Zona costera
En 2013 Defensa Civil desplazó a 1100 habitantes en Nazca.
Con el Niño costero de 2016-2017, varios lugares del norte fueron afectadas como Trujillo y Piura.

## Casos similares
- En el terremoto de Áncash de 1970 la ciudad de Yungay fue enterrada por aluvión. La causa fue un desprendimiento de tierra ocurrido por la sacudida de tierra y no un corrimiento fluvial.[23]